# 海陽金龍綠豆糕

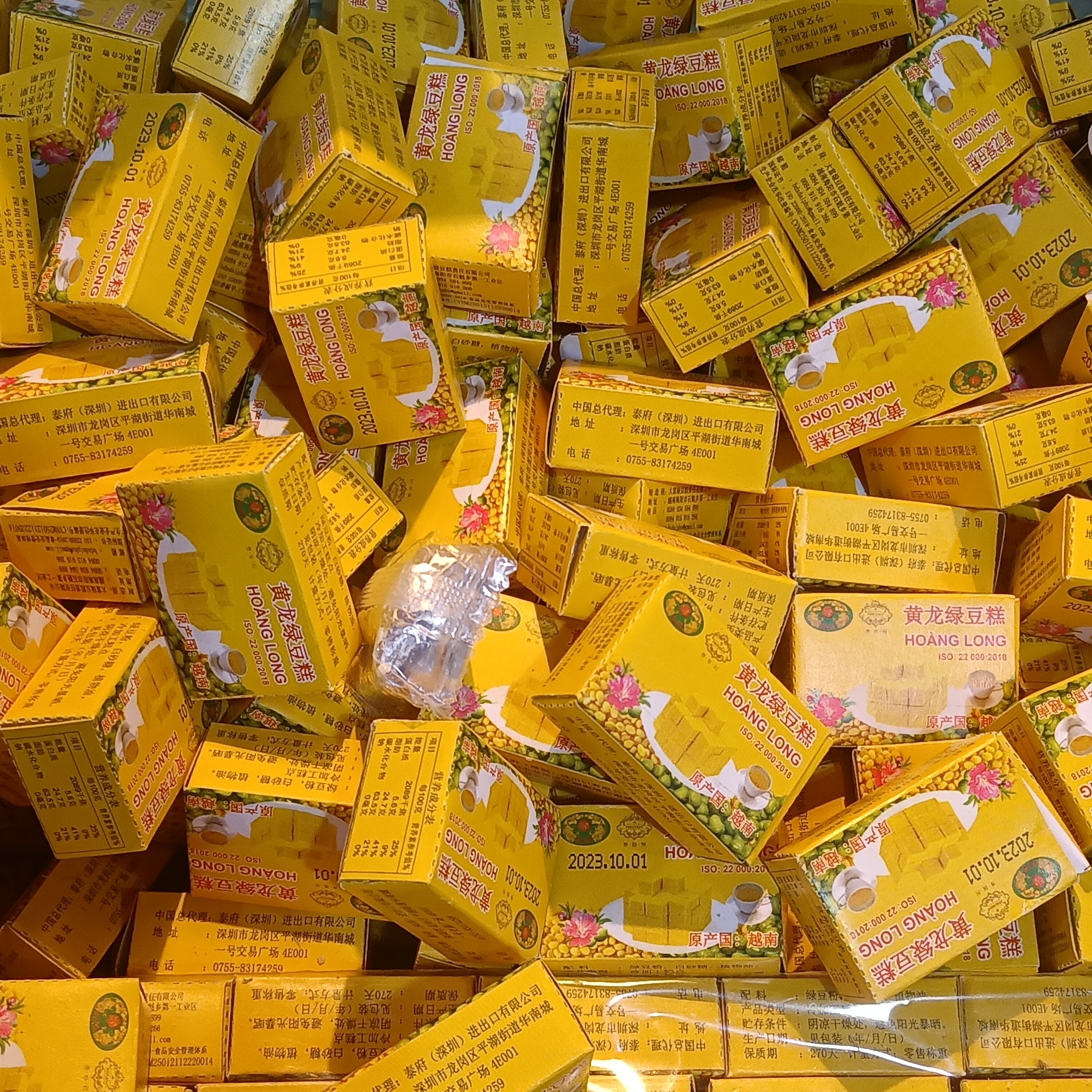
海陽金龍綠豆糕

海陽金龍綠豆糕是越南海阳省的傳統糕點。

## 歷史
阮朝保大皇帝巡幸海陽時，当地居民向皇帝献上绿豆糕，保大帝回宫后下旨嘉奖並賜名“海阳金龙绿豆糕”。越戰期間，當地綠豆糕產業遭到破壞，1975年南越淪亡后，当地从业者开始恢复海阳绿豆糕传统产业。目前海阳省共有80个绿豆糕生产厂，50个绿豆糕品牌，如原香、宝龙、伯进、嘉宝等。

## 工藝
海陽金龍綠豆糕主料有绿豆、精糖、猪油、柚花精油及椰油。若使用猪油的话，要选择新鲜的肥猪肉，熬煎时要小火，使猪油更清香。绿豆須颗粒均匀，熟透，无霉菌，最好的是绿皮黄心，干炒后去皮，磨成粉并与其他原料拌好，然后做成糕。